# Electronica CIP-04
Electronica CIP-04 (CIP-04) је био кућни рачунар фирме Electronica који је почео да се производи у Румунији од 1977. године.
Користио је MMN-80 као микропроцесор. RAM меморија рачунара је имала капацитет од 256 KB. 
Као оперативни систем кориштен је CP/M.

## Детаљни подаци
Детаљнији подаци о рачунару CIP-04 су дати у табели испод.
|                       |                                                                          |
| [ 1 ]                 |                                                                          |
| Произвођач            |                                                                          |
| Тип                   | кућни рачунар                                                            |
| Меморија              | 256 KB                                                                   |
| Поријекло             | Румунија                                                                 |
| Година                | 1977                                                                     |
| Тастатура             | тастатура са пуним помаком тастера, QWERTY, 40 тастера (исто као CIP-64) |
| Процесор              | клон)                                                                    |
| Фреквенција процесора | 3,5469                                                                   |
| RAM                   | 256 KB                                                                   |
| ROM                   | 64 KB                                                                    |
| Текст                 | 32 x 24                                                                  |
| Графика               | 256 x 192                                                                |
| Боја                  | 8                                                                        |
| Звук                  | AY-3-8912, 3 гласа + бијели шум, генератор звука                         |
| Димензије             | 32,5 (ширина) x 27,5 (дубина) x 7 (висина)                               |
| Портови               |                                                                          |
| Оперативни систем     |                                                                          |